# 鈴鹿国定公園
鈴鹿国定公園（すずかこくていこうえん）は、滋賀県・三重県の県境の鈴鹿山脈一帯からなる1968年（昭和43年）7月22日に指定された国定公園。

## 概要
降水量が非常に多いため、樹木の生育が著しく、標高700m付近になると日本海側で繁茂するブナやアカマツなどの混淆林も見られる。また、北部は石灰岩の地形が多い。南部東麓は花崗岩の地形が多いため、河川の浸食によって形成された渓谷が多く見られる。
中京圏の身近な行楽地として利用客が非常に多い公園である。三重県側の2003年（平成15年）の観光入込客数は320万1千人で、伊勢志摩国立公園・水郷県立自然公園に次いで観光客が多い。

## 地理

### 面積
- 29,893ha
  - 滋賀県域 - 17,184ha
  - 三重県域 - 12,709ha

### 山
- 御池岳（1,242m）[4]
- 藤原岳（1,120m）
- 竜ヶ岳（1,099m）
- 釈迦ヶ岳（1,092m）
- 御在所岳（1,212m）
- 雨乞岳（1,238m）
- 鎌ヶ岳（1,157m）
- 入道ヶ岳（906m）
- 仙ヶ岳（961m）
- 明星ヶ岳（549m）
- 筆捨山（286m）
- 羽黒山（291m）
- 観音山（222m）
- 那須ヶ原山（800m）
- 綿向山（1110m）
- 竜王山（826m）
- 水無山（990m）

### 渓谷
- 青川峡
- 宇賀渓
- 八風渓谷
- 朝明渓谷
- 宮妻峡
- 小岐須渓谷
- 石水渓

## 観光スポット
- 湯の山温泉
- 椿大神社

## 関連市町村

### 滋賀県
- 犬上郡多賀町
- 東近江市
- 蒲生郡日野町
- 甲賀市

### 三重県
- いなべ市
- 四日市市
- 三重郡菰野町
- 鈴鹿市
- 亀山市
- 伊賀市

## 交通

### 自動車
高速道路
- 東名阪自動車道
- 新名神高速道路

一般国道
- 国道306号
- 国道421号
- 国道477号

### 鉄道
- 近鉄湯の山線
- 三岐鉄道三岐線